# Décembre 1772

## Événements
- 16 décembre : l’impératrice Marie-Thérèse d’Autriche fonde à Bruxelles l’Académie impériale et royale des sciences et des belles-lettres[1].
- 29-30 décembre : Incendie de l’Hôtel-Dieu de Paris.

## Naissances
- 12 décembre : Auguste Duvivier, homme politique belge († 1er juillet 1846).
- 29 décembre : Louis Simon Auger, journaliste, critique littéraire et auteur dramatique français († 2 janvier 1829)

## Décès
- 4 décembre : Jean-Michel Chevotet, 74 ans, architecte et jardinier français (° 11 juillet 1698).
- 15 décembre : Piotr Saltykov, 75 ans, homme d'État et figure militaire russe (° 1697)